# Alphonse Roque-Ferrier
Alphonse Roque-Ferrier (né Louis Alphonse Roque le 2 août 1844 – mort le 18 juin 1907, Montpellier, en occitan Anfós Ròca-Ferrièr) est un philologue et un historien de l'occitan. Il était membre du Félibrige. Il était partisan de l'union des pays du Sud de l'Europe.

## Biographie

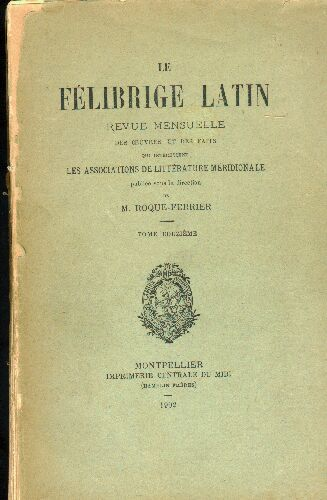
Le Félibrige latin : revue mensuelle, éditée par M. Roque-Ferrier.

Il a été un des occitanistes et linguistes les plus importants de son époque. Il a dirigé l'activisme occitan de la région de Montpellier. 
Dans De l'idée latine dans quelques poésies en espagnol, en langue d'oc et en catalan (1877), il s'inspire des travaux d'Octavien Bringuier et plaide pour la latinité ou « l'idée latine », une notion selon laquelle les gens qui parlent des langues romanes et dont la culture est héritière de la Rome antique, formaient une « race » spécifique.

Alphonse Roque-Ferrier était partisan de trouver un système orthographique commun à tous les dialectes de l'occitan. Il émettait le souhait : 

« qu'un système orthographique commun fût accepté à l'avenir par tous ceux qui écrivent les divers dialectes de la langue d'oc ? Il y a là évidemment un essai difficile à tenter et qui aura ses périls, mais qui seul peut donner aux idiomes méridionaux une force de résistance suffisante. La philologie regrettera la perte de quelques formes particulières ; mais quel avantage ne gagnera-t-elle pas aussi à, l'abandon définitif de ces mille systèmes orthographiques. »

— Roque-Ferrier, Revue des langues romanes

Tout en respectant la langue de Mistral, d'Aubanel, de d'Arbaud, il pensait que le langage montpelliérain : 

« satisfait beaucoup mieux que celui de la Provence, grâce à la fixité logique et à la permanence de ses finales, à l'existence réelle et non pas transitoire de ses pluriels, tous les besoins de l'histoire et de la science, toutes les nécessités de l'enseignement, qu'il se produise par le livre, la chaire, l'école et le théâtre ou seulement par la revue et le journal quotidien. »

— Roque-Ferrier, Le Félibrige latin
Alphonse Roque-Ferrier et son ami Charles de Tourtoulon ont agi toute leur vie en faveur de l'union latine au delà de la défense de la langue d'oc. Cette action les a conduits à quitter le Félibrige. Leurs efforts n'ont jamais débouché cependant sur un projet politique concret.
Majoral du Félibrige, il a organisé en 1878 les Fêtes Latines de Montpellier, lors desquelles des catalans, italiens et roumains ont fraternisé avec les occitans. 
Il a fondé les revues Occitania (1877), L'Uàu de Pascos (Almanach, 1881) dont il a fait le porte parole de l'opposition au Félibrige officiel. Enfin en 1890, il a fondé le Félibrige latin. Il a participé activement à la vie de la Revue des langues romanes fondée par Charles de Tourtoulon en 1870. 
Outre de nombreuses études sur la langue et la littérature méridionales, il a publié des poésies en occitan.

## Œuvres
- Poésies languedociennes d'Alexandre Langlade (1820-1900) (1906) de Alexandre Langlade avec Alphonse Roque-Ferrier (1844-1907) comme Préfacier
- Onze chansons du Languedoc (1906)
- Les Contes populaires des villages languedociens.  (1902)
- Sounets troubats dins la parladura de Francesa de Cezelis per lou jour dau maridage (19 autobre 1901) de Maria de Laforga et de Peire, baroun de Rivieiras. (Signé : Louis-A. Roque-Ferrier.) (1901)
- Jepo lou Cassiniè, pechomen comique... (1901) de Louis Rouquier avec Alphonse Roque-Ferrier (1844-1907) comme Préfacier
- Coïncidences de géographie administrative, diocésaine, dialectale et forestière dans le département de l'Hérault, par M. Roque-Ferrier,... (1897)
- Coïncidences de géographie administrative, diocésaine, dialectale et forestière dans le département de l'Hérault (1897)
- La Vignareda. (Signé : Louis-A. Roque-Ferrier.) (1897)
- Note sur le sous-dialecte de Montpellier. (1896)
- Bringuier, Octavien et Alphonse Roque-Ferrie, Poésies languedociennes d'Octavien Bringuier, précédées d'une étude sur la renaissance montpelliéraine, Mount-Pelié, 1896, 326 p. (lire en ligne)
- Notes bibliographiques et littéraires sur Emile Hamelin (1835-1894) (1895)
- L'Aubade dialoguée de Giraud de Borneil et la Chanson d'outre-mer de Guillaume VII, Cte de Poitiers. (Signé : A. Roque-Ferrier.) (1895)
- Neuf fleurs d'avril... À Juliette Rouvière, le jour de son mariage avec Henri Rouvière (1894)
- Histoire de la littérature provençale... par A. Restori,... ouvrage traduit de l'édition italienne, par A. Martel,... avec addition de plusieurs chapitres sur la littérature provençale moderne, par A. Roque-Ferrier,... (1894)
- Mélanges de critique littéraire et de philologie. Le Midi de la France, ses poètes et ses lettrés, de 1874 à 1890, par A. Roque-Ferrier,... (1892)
- Notes biographiques et littéraires sur Ernest Hamelin (1831-1888), recueillies par A. Roque-Ferrier,... et suivies de quelques pages inédites ou peu connues (1889)
- Parlament tengut davans la cour d'amour de Villa-Louisa, lou XXX de mai 1887, per A. Roque-Ferrier,... (1889)
- Poésies languedociennes de Louis-Diogène Guiraldenc (1840-1869), publiées pour la première fois d'après le manuscrit original de l'auteur, précédées d'une notice biographique et littéraire et annotées au point de vue du langage courant de Montpellier, par A. Roque-Ferrier" (1888) de Louis Diogène Guiraldenc avec Alphonse Roque-Ferrier (1844-1907) comme Éditeur scientifique
- Trois études bibliographiques. Une famille de financiers montpelliérains. Le Curé de Cucugnan. La Chasse aux macreuses. Par Alphonse Roque-Ferrier,... (1887)
- Le Vin du purgatoire, conte inédit en vers languedociens... publié et annoté par Alphonse Roque-Ferrier (1885)
- La Roumanie dans la littérature du midi de la France, par Alphonse Roque-Ferrier (1884)
- Une poésie du P. Martin (1884) de Jean Martin avec Alphonse Roque-Ferrier (1844-1907) comme Éditeur scientifique
- Poésies languedociennes de Louis-Diogène Guiraldenc (1840-1869), publiées pour la première fois d'après le manuscrit original de l'auteur et annotées par A. Roque-Ferrier (1884) de Louis Diogène Guiraldenc avec Alphonse Roque-Ferrier (1844-1907) comme Éditeur scientifique
- La Poésie populaire de l'Escriveta en provençal, en languedocien et en macédo-roumain, par Alphonse Roque-Ferrier (1883)
- Du Sens de la comparaison populaire : Es poulida couma un sòu, par MM. Donnadieu,... et Roque-Ferrier (1882)
- Avans-prepaus. - (1882)
- L'Escriveta, poésie populaire languedocienne [avec la version française], traduite en dialecte macédo-roumain [Ascăparea ali Dince di mâñile turc̡esci, avec la version française], par Tas̡cu Iliescu,... 2e édition... augmentée de notes philologiques [par Alph. R.-F. (Roque-Ferrier)] (1882) de Tascu Iliescu avec Alphonse Roque-Ferrier (1844-1907) comme Éditeur scientifique
- Sir Bonaparte-Wyse (1882)
- La Cendrouseta, poème languedocien (sous-dialecte de Montpellier et de ses environs, par Auguste Gautier. Précédé d'un conte populaire recueilli à Gignac (Hérault) et d'une préface par A. Roque-Ferrier (1882) de Auguste Gautier avec Alphonse Roque-Ferrier (1844-1907) comme Préfacier
- La Roumanie dans la littérature du Midi de la France, par Alphonse Roque-Ferrier (1881)
- Rapport sur le concours de poésie de la Société pour l'étude des langues romanes, par Alph. Roque-Ferrier (1880)
- La Bisca et l'inauguration du théâtre roman, par Alph. Roque-Ferrier (1880)
- Vestiges d'un article archaïque roman al, au, el, et, etc., conservés dans les dialectes du midi de la France, par Alph. Roque-Ferrier (1879)
- Vestiges d'un article archaïque roman conservés dans les dialectes du midi de la France, par Alph. Roque-Ferrier(1879)
- Chanson latine, par Albert de Quintana y Combis,... (1878) de Albert de Quintana y Combis avec Alphonse Roque-Ferrier (1844-1907) comme Éditeur scientifique
- De l'Idée latine dans quelques poésies en langue d'oc, en espagnol et en catalan, par Alphonse Roque-Ferrier (1877)
- Le Félibrige à Aix et à Montpellier, par Alph. Roque-Ferrier (1877)
- Notice sur l'abbé Léon Vinas (1876)
- Notice sur Octavien Bringuier (1876)
- De la Double forme de l'article et des pronoms en langue d'oc (bas Languedoc et Provence), par Alph. Roque-Ferrier (1876)
- Énigmes populaires en langue d'oc, publiées par Alph. Roque-Ferrier (1876)
- L'R des infinitifs en langue d'oc, par Alphonse Roque-Ferrier (1871)
- Occitania (Montpellier) avec Alphonse Roque-Ferrier (1844-1907) comme Éditeur scientifique
- Louis Rouquier. Jepo lou Cassiniè, juchomen coumique... [Puisserguier, 9 juin 1901.]
- Brinde pourta a'N Baseli Alecsandri, dins l'assemblado mantenencialo dou 25 de mai 1879. (Signé : A. Roque-Ferrier.)